# 創新中路駅
創新中路駅（そうしんちゅうろ-えき、中文表記: 创新中路站、英文表記: Middle Chuangxin Road Station）は、中華人民共和国上海市浦東新区唐鎮に位置する上海地下鉄2号線の駅である。2010年4月8日に開業した。

## 駅構造
相対式ホーム2面2線の地下駅。

## 歴史
- 2010年4月8日 - 開業。

## 隣の駅
上海地下鉄
■2号線
唐鎮駅 - 創新中路駅 - 華夏東路駅